# Titularbistum Himeria
Himeria (ital.: Imeria) ist ein Titularbistum der römisch-katholischen Kirche.
Es geht zurück auf den antiken Bischofssitz Himeria in der früheren römischen Provinz Osrhoene. Das Bistum war ein Suffraganbistum und gehörte zum Erzbistum Edessa.
| Titularbischöfe von Himeria |                                   |                                                                 |                    |                    |
| Nr.                         | Name                              | Amt                                                             | von                | bis                |
| 1                           | Kazimierz Benedykt Leżeński OCist | Weihbischof in Ermland (Polen)                                  | 2. Mai 1695        | 25. Oktober 1703   |
| 2                           | Johann Tobias Augustynowicz       | armenisch-katholischer Koadjutorerzeparch von Lemberg (Ukraine) | 22. Mai 1713       | 1715               |
| 3                           | Juan a Santa Cruz OP              | Apostolischer Vikar von Ost-Tonking (Vietnam)                   | 3. April 1716      | 14. August 1721    |
| 4                           | Placido Pezzancheri OCist         |                                                                 | 16. Januar 1726    | 12. April 1728     |
| 5                           | Francesco Maria Pitoni            |                                                                 | 26. September 1728 | 4. April 1729      |
| 6                           | Apollonio Lupi CRL                |                                                                 | 28. November 1729  | 5. Februar 1741    |
| 7                           | Louis-Sylvestre de La Châtre      |                                                                 | 17. November 1823  | 5. Februar 1829    |
| 8                           | José Miguel Aristegui Arostegui   | Weihbischof in Santiago de Chile (Chile)                        | 25. Juni 1869      | 16. Juni 1876      |
| 9                           | Adrianus Godschalk                |                                                                 | 11. August 1877    | 8. Januar 1878     |
| 10                          | Celestino del Frate               | Weihbischof in Velletri (Italien)                               | 27. Februar 1880   | 27. März 1885      |
| 11                          | António José de Souza Barroso     | Prälat von Mosambik                                             | 1. Juni 1891       | 15. September 1897 |
| 12                          | Giovanni Gigante                  |                                                                 | 24. März 1898      | ?                  |
| 13                          | Joaquim José Vieira               | emeritierter Bischof von Ceará (Brasilien)                      | 14. September 1912 | 8. November 1912   |
| 14                          | Giovanni Andrea Masera            | Weihbischof in Sabina (Italien)                                 | 2. Dezember 1912   | 13. Juni 1921      |
| 15                          | Patrick Collier                   | Koadjutorbischof von Ossory (Irland)                            | 11. Mai 1928       | 1. Oktober 1928    |